# Утвін
Утвін (рум. Utvin) — село у повіті Тіміш в Румунії. Входить до складу комуни Синміхаю-Ромин.
Село розташоване на відстані 414 км на захід від Бухареста, 9 км на південний захід від Тімішоари.

## Населення
За даними перепису населення 2002 року у селі проживали 1875 осіб.
Національний склад населення села:
| Національність | Кількість осіб | Відсоток |
| -------------- | -------------- | -------- |
| румуни         | 1777           | 94,8%    |
| угорці         | 44             | 2,3%     |
| цигани         | 30             | 1,6%     |
| німці          | 10             | 0,5%     |
| словаки        | 8              | 0,4%     |

Рідною мовою назвали:
| Мова      | Кількість осіб | Відсоток |
| --------- | -------------- | -------- |
| румунська | 1780           | 94,9%    |
| угорська  | 44             | 2,3%     |
| циганська | 30             | 1,6%     |
| німецька  | 9              | 0,5%     |
| словацька | 6              | 0,3%     |